# 唐媛
唐媛（1983年—），出生于湖北武汉，中国退役女子乒乓球运动员，曾就读于上海交通大学。她曾获得2002年亚洲杯乒乓球赛女子单打冠军。